# Підземне сховище газу Північний Сох
Підземне сховище газу Північний Сох — інфраструктурний об'єкт газової промисловості на півдні Ферганської долини.
Сховище, яке почало роботу в 1976 році, створили у випрацьованому газовому покладі родовища Північний Сох. Ресурс для закачування надходив по системі Хаваст – Фергана, а видача газу була можлива як нею, так і по газопроводу Північний Сох — Наманган. На початку 2010-х експлуатація західної частини Хаваст — Фергана, що проходить через Таджикистан, припинилась, натомість газ могли подавати по реверсованій ділянці Сох — Наманган.
Сховище спорудили в часи існування СРСР, після розпаду якого воно опинилось на території Киргизстану (поле свердловин) та Узбекистану (компресорна станція). Це призводило до суперечок і в 2011-му уряд Киргизстану ухвалив рішення про вилучення належних Киргизстану об'єктів сховища у узбецької компанії, що здійснювала експлуатацію.
У 2023-му оголосили, що сторони дійшли згоди щодо відновлення роботи ПСГ, при цьому очікується, що воно матиме здатність видавати до газотранспортної системи 13 млн м3 на добу та міститиме 2,5—3 млрд м3 газу, з яких 1,3 млрд м3 належатиме до активного об'єму.